# Redoubt Mountain
Redoubt Mountain är ett berg i Kanada.   Det ligger i provinsen Alberta, i den centrala delen av landet, 3 000 km väster om huvudstaden Ottawa. Toppen på Redoubt Mountain är 2 902 meter över havet, eller 576 meter över den omgivande terrängen. Bredden vid basen är 8,1 km.
Terrängen runt Redoubt Mountain är bergig söderut, men norrut är den kuperad.Trakten runt Redoubt Mountain är nära nog obefolkad, med mindre än två invånare per kvadratkilometer.. Närmaste större samhälle är Lake Louise, 8,0 km sydväst om Redoubt Mountain. 
Trakten runt Redoubt Mountain består i huvudsak av gräsmarker.